# Eino Virtanen
Eino Mauno Virtanen (ur. 19 sierpnia 1908 w Uskeli, zm. 3 grudnia 1980 w Helsinkach) – fiński zapaśnik. Brązowy medalista olimpijski z Berlina.
Walczył w obu stylach. W 1936 zdobył brązowy medal w stylu klasycznym, w wadze półśredniej, do 72 kilogramów. W 1946 zwyciężył na mistrzostwach Europy w stylu wolnym, w 1939 był trzeci w rywalizacji w stylu klasycznym. Czterokrotnie zostawał mistrzem Finlandii w stylu klasycznym (1936, 1939, 1943 i 1945), w 1946 zwyciężył w stylu wolnym. 
Jego brat Lauri także był medalistą olimpijskim (w lekkoatletyce).